# Leucandra donnani
Leucandra donnani är en svampdjursart som beskrevs av Arthur Dendy 1905. Leucandra donnani ingår i släktet Leucandra och familjen Grantiidae.
Artens utbredningsområde är havet utanför Indien. Utöver nominatformen finns också underarten L. d. tenuiradiata.